# Seychellia cameroonensis
Seychellia cameroonensis är en spindelart som beskrevs av Léon Baert 1985. Seychellia cameroonensis ingår i släktet Seychellia och familjen Telemidae.
Artens utbredningsområde är Kamerun. Inga underarter finns listade i Catalogue of Life.